# ریشارد کربس
ریشارد کربس (آلمانی: Richard Krebs؛ ۳۰ ژوئیه ۱۹۰۶ – ۲۹ ژوئن ۱۹۹۶) دونده اهل آلمان بود.
وی در مسابقات کشوری و بین‌المللی در مجموع برندهٔ ۱ مدال نقره شده‌است.